# Carles Lluís de Mecklenburg-Strelitz

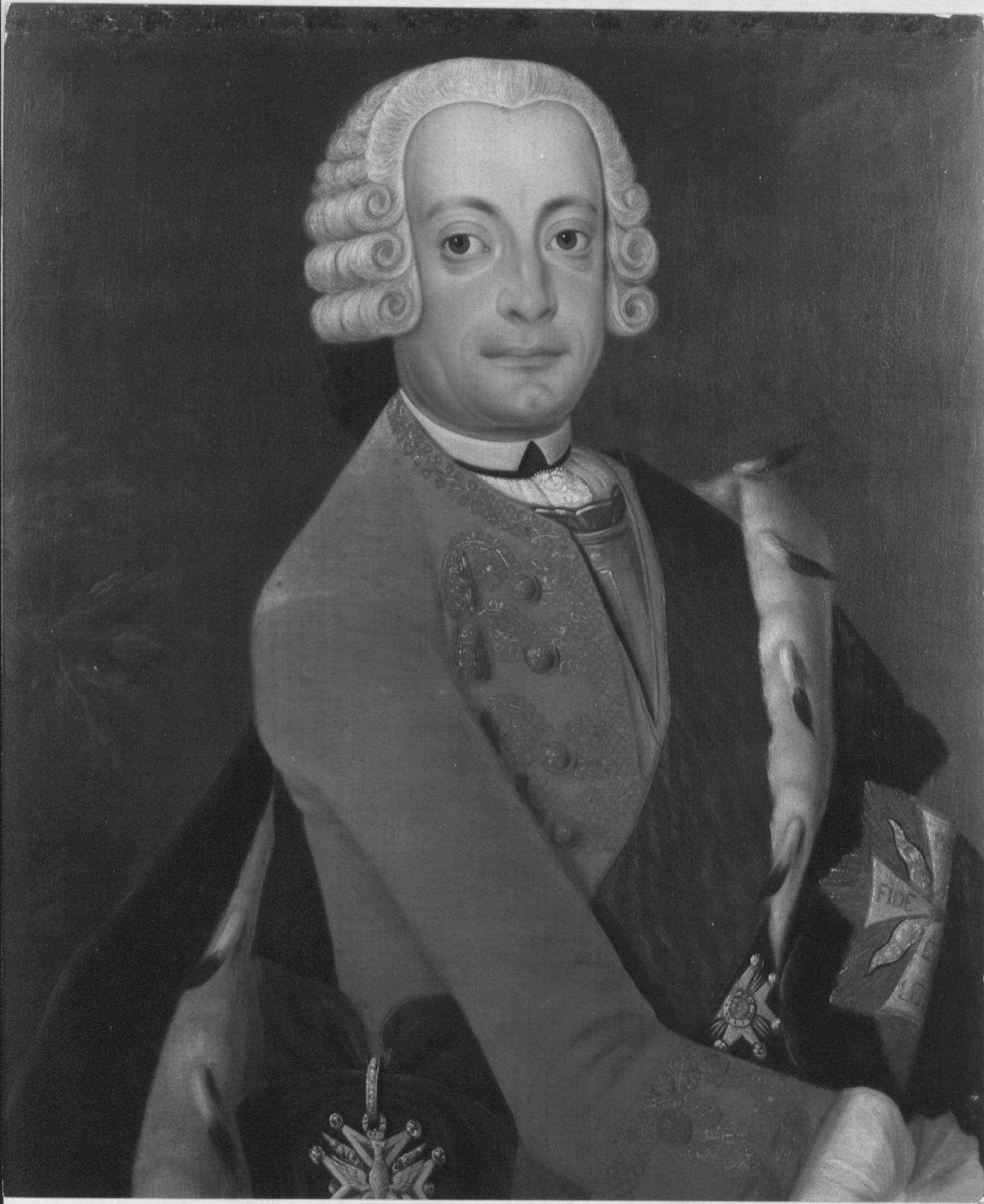
Retrat de Carles Lluís I de Mecklenburg, realitzat per Daniel Woge

Carles Lluís I de Mecklenburg (en alemany Carl Ludwig Friedrich zu Mecklenburg) va néixer a Strelitz el 23 de febrer de 1708 i va morir a Mirrow el 5 de juny de 1752. Era fill del duc Adolf Frederic II i de la princesa Cristiana Emília de Schwarzburg-Sondershausen.

## Biografia
El seu pare va morir quan ell tenia tan sols tres mesos, i el va succeir el seu germà Adolf Frederic III. Per la seva banda, Carles va heretar el feu de Mirow i Nemerow.
Era un gran amant de la música, i ell mateix tocava la flauta travessera. Després d'estudiar a la Universitat de Greifswald a Pomerània, va viatjar per Europa en el seu afany d'aprofundir en els coneixements de la música, fent estades a Ginebra, Itàlia i França. Durant una temporada es va posar al servei del Sacre Imperi Romanogermànic amb el grau de tinent coronel. Després va deixar l'exèrcit i es retirà amb la seva família al castell de Mirrow, on va dedicar-se a administrar les seves propietats i tenir cura de l'educació dels seus fills.

## Matrimoni i fills
El 5 de febrer de 1735 Carles es va casar a Eisfeld amb la princesa Elisabet Albertina de Saxònia-Hildburghausen (1713-1761), filla del duc Ernest Frederic I (1681-1724) i de Sofia Albertina d'Erbach-Erbach (1683-1742). En morir Carles a l'edat de 44 anys, la seva dona va fer de regent del seu fill abans no pogués fer-se càrrec del Ducat. El matrimoni va tenir deu fills, sis dels quals arribaren a l'edat adulta:
- Cristiana (1735-1794).
- Carolina (22 de desembre de 1736).
- Adolf Frederic IV (1738-1794).
- Elisabet Cristina (1739-1741).
- Sofia Lluïsa (1740-1742).
- Carles II (1741-1816), que es va casar amb Frederica de Hessen-Darmstadt (1752-1785), i pare de Lluïsa de Mecklenburg-Strelitz.
- Ernest Gottlob Albert (1742-1814).
- Carlota (1744-1818), que va convertir-se en reina consort del Regne Unit en casar-se amb el rei Jordi III.
- Gotthelf (1745.
- Jordi August (1748-1785).